# 175 f.Kr.

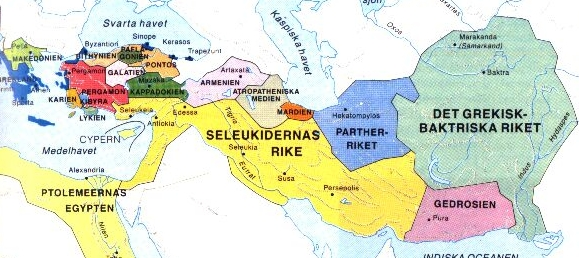
Östra Medelhavet och främre Orienten 175 f.Kr.

## Händelser

### Efter plats

#### Seleukiderriket
- Kung Seleukos IV av Syrien förbereder utväxlandet av sin bror Antiochus mot Seleukos VI:s son Demetrios, som har suttit som gisslan i Rom sedan undertecknandet av freden i Apameia 188 f.Kr. Seleukos IV blir dock mördad av sin försteminister Heliodoros, som sedan själv tar makten i Seleukiderriket.
- Antiochos lyckas fördriva Heliodoros och utnyttjar Demetrios fångenskap i Rom för att själv ta makten under namnet Antiochos IV Epifanes.
- Under denna osäkra period i Syrien börjar den egyptiske kungen Ptolemaios VI hävda överhöghet över Koilesyrien, Palestina och Fenicien, som seleukiderkungen Antiochos III tidigare har erövrat. Både det syriska och det egyptiska partiet vädjar till Rom om hjälp, men den romerska senaten vägrar välja sida i konflikten.
- Timarchos utnämns till guvernör av Medien i västra Persien av Antiochos IV, för att ta hand om det växande hotet från parterna, medan Timarchos bror Herakleides blir minister för de kungliga finanserna.

### Efter ämne

#### Konst
- Byggandet av den västra fronten av altaret i Pergamon i Turkiet inleds, (omkring detta år), det är klart 156 f.Kr. En rekonstruktion av den finns numera på Staatliche Museen zu Berlin, Preussischer Kulturbesitz, Pergamonmuseum i Berlin.

## Avlidna
- Seleukos IV Filopator, kung av Seleukiderdynastin, som har styrt från 187 f.Kr. (född omkring 217 f.Kr.)